# 达里奥·拉里
达里奥·拉里（義大利語：Dario Lari，1979年10月22日—），意大利男子赛艇运动员。他曾代表意大利参加世界赛艇锦标赛，获得一枚铜牌。他也曾参加2004年夏季奥林匹克运动会。